# Tiro nos Jogos Olímpicos de Verão de 1964
O tiro nos Jogos Olímpicos de Verão de 1964 foi realizado em Tóquio, no Japão, com seis eventos disputados. Todas as provas eram abertas para homens e mulheres.

## Tiro rápido 25 m
| Pos. | País                 | Atletas          | Pontos |
| ---- | -------------------- | ---------------- | ------ |
|      | Finlândia (FIN)      | Pentti Linnosvuo | 592    |
|      | Romênia (ROM)        | Ion Tripşa       | 591    |
|      | Checoslováquia (TCH) | Lubomír Nácovský | 590    |

## Carabina deitado 50 m
| Pos. | País                 | Atletas        | Pontos |
| ---- | -------------------- | -------------- | ------ |
|      | Hungria (HUN)        | László Hammerl | 597    |
|      | Estados Unidos (USA) | Lones Wigger   | 597    |
|      | Estados Unidos (USA) | Tommy Pool     | 596    |

## Carabina três posições 50 m
| Pos. | País                 | Atletas           | Pontos |
| ---- | -------------------- | ----------------- | ------ |
|      | Estados Unidos (USA) | Lones Wigger      | 1164   |
|      | Bulgária (BUL)       | Velitchko Hristov | 1152   |
|      | Hungria (HUN)        | László Hammerl    | 1151   |

## Carabina três posições 300 m
| Pos. | País                  | Atletas            | Pontos |
| ---- | --------------------- | ------------------ | ------ |
|      | Estados Unidos (USA)  | Gary Anderson      | 1153   |
|      | União Soviética (URS) | Shota Kveliashvili | 1144   |
|      | Estados Unidos (USA)  | Martin Gunnarsson  | 1136   |

## Pistola livre 50 m
| Pos. | País                 | Atletas             | Pontos |
| ---- | -------------------- | ------------------- | ------ |
|      | Finlândia (FIN)      | Väinö Markkanen     | 560    |
|      | Estados Unidos (USA) | Franklin Green      | 557    |
|      | Japão (JPN)          | Yoshihisa Yoshikawa | 554    |

## Fossa olímpica
| Pos. | País                  | Atletas          | Pontos |
| ---- | --------------------- | ---------------- | ------ |
|      | Itália (ITA)          | Ennio Mattarelli | 198    |
|      | União Soviética (URS) | Pavel Senichev   | 194    |
|      | Estados Unidos (USA)  | William Morris   | 194    |

## Quadro de medalhas do tiro
| Ordem | País                | Medalha de ouro | Medalha de prata | Medalha de bronze | Total |
| ----- | ------------------- | --------------- | ---------------- | ----------------- | ----- |
| 1     | USA Estados Unidos  | 2               | 2                | 3                 | 7     |
| 2     | FIN Finlândia       | 2               | 0                | 0                 | 2     |
| 3     | HUN Hungria         | 1               | 0                | 1                 | 2     |
| 4     | ITA Itália          | 1               | 0                | 0                 | 1     |
| 5     | URS União Soviética | 0               | 2                | 0                 | 2     |
| 6     | BUL Bulgária        | 0               | 1                | 0                 | 1     |
| 6     | ROM Romênia         | 0               | 1                | 0                 | 1     |
| 8     | TCH Checoslováquia  | 0               | 0                | 1                 | 1     |
| 8     | JPN Japão           | 0               | 0                | 1                 | 1     |